# Renius Pleškys
Renius Pleškys (* 3. März 1967 in Kaunas) ist ein litauischer Politiker, Vizeminister der Verteidigung.

## Leben
Nach dem Abitur an der Mittelschule absolvierte Renius Pleškys von 1986 bis 1992 das Diplomstudium als Ingenieur an der Fakultät für Funktechnik der Technischen Universität Kaunas. Von 1997 bis 1998 machte er eine Ausbildung bei Joint Forces Command and Staff College in Großbritannien und von 2008 bis 2009 bei Naval Command College in den USA. 2000 wurde er zum Kapitän zur See von der litauischen Präsidentin Dalia Grybauskaitė befördert.
Von 1992 bis 1997 war Renius Pleškys Kommandeur der Kampfeinheit bei der Marine-Fregatte F11 "Žemaitis" und von 1998 bis 2001 Marinestabsoffizier sowie Abteilungsleiter der litauischen Streitkräfte. Von 2001 bis 2004 arbeitete er als litauischer Verteidigungsattaché im Vereinigten Königreich. Von 2004 bis 2008 war er Leiter der Unterabteilung für NATO-Kooperationspläne J5 des Verteidigungsstabs und Leiter der Unterabteilung für internationale Verpflichtungen am Verteidigungsministerium Litauens. Von 2009 bis 2011 diente er als Kommandeur der Marinesee- und Küstenwache.
Von 2011 bis 2013 arbeitete Renius Pleškys als Direktor der Personalabteilung des Ministeriums für Landesverteidigung und von 2013 bis 2016 Stellvertreter des litauischen Militärvertreters bei der NATO und der EU. Von 2016 bis 2018 leitete er als Direktor die Abteilung Kapazitätsplanung des Verteidigungsministeriums. Von 2018 bis 2023 war er stellvertretender Chef des Verteidigungsstabs der litauischen Streitkräfte für die Planung.
Seit März 2023 ist Renius Pleškys Stellvertreter von Arvydas Anušauskas, des Verteidigungsministers Litauens, Vizeminister der Verteidigung im Kabinett Šimonytė.

## Familie
Renius Pleškys ist verheiratet. Er hat drei Söhne.